# St. Ägidius (Passau)

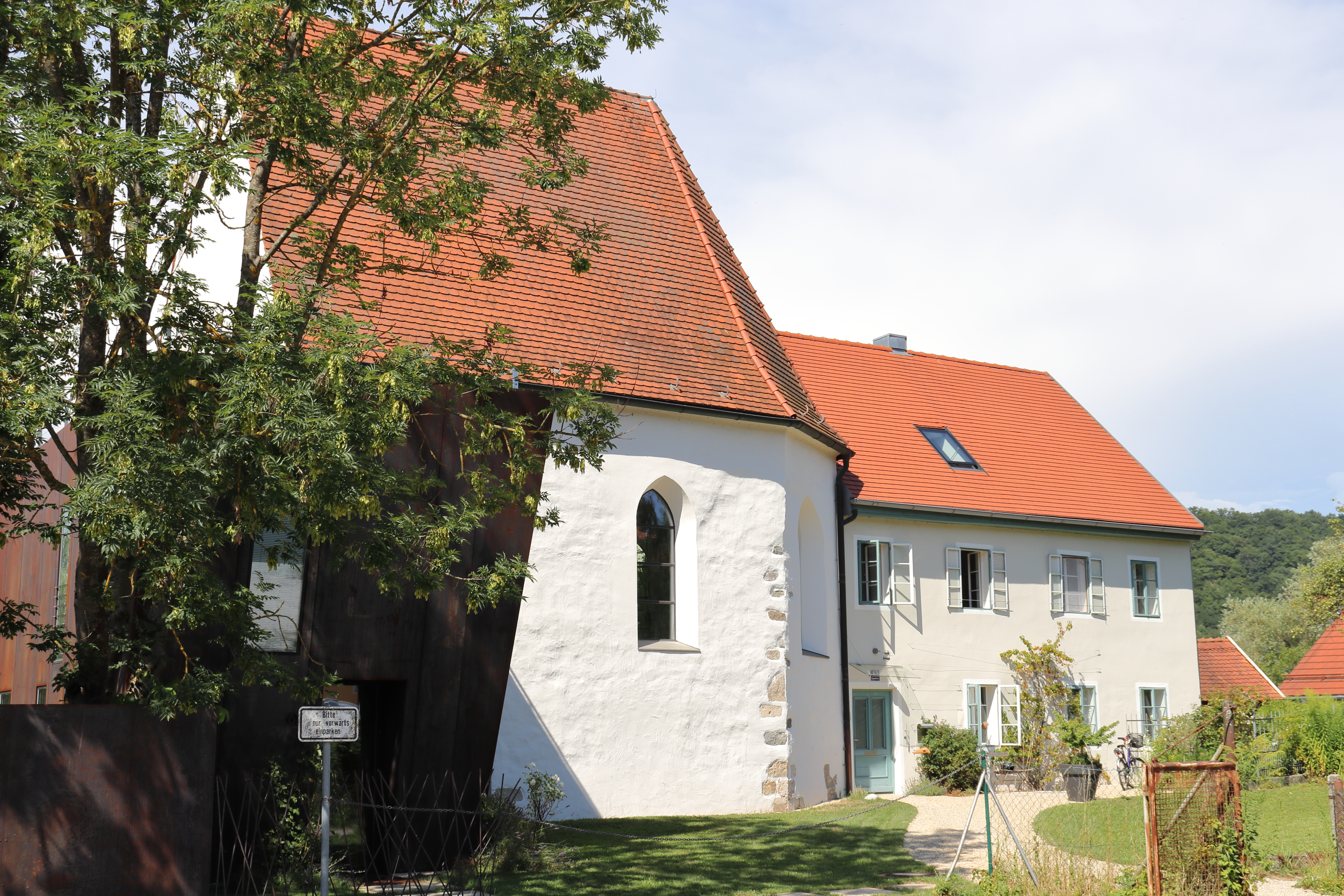
Die denkmalgeschützte ehemalige Spitalskirche von St. Ägidius in Passau

St. Ägidius (auch St. Ägidien, St. Ägid oder St. Gilgen) ist ein ehemaliges Spital im Passauer Stadtteil Innstadt. Die einstige Spitalskirche, jetzt als Wohnhaus genutzt, befindet sich direkt am Inn und liegt östlich der Marienbrücke in der Rosenau. Das Gebäude der früheren Kirche ist ein verputzter Backsteinbau mit polygonalem Chorschluss, im Kern aus dem 15. Jahrhundert stammend; an der Südseite befindet sich ein Wappenrelief des Domdekans Bernhard Schwarz (gestorben 1580).

## Geschichte
Um das Jahr 1145 wurde die Innbrücke in Passau errichtet und bei der Innstadt ein damit verbundenes Spital mit einer eigenen Kirche angelegt.:275 Dieses Spital wurde als Leprosenhaus 1160 von Domherr Sigismund von Stockstall und Pfarrer Heinrich von Sankt Paul auf dem Gelände des ehemaligen Römerkastells Boiodurum gegründet. Die Spitalskirche wurde dem heiligen Ägidius geweiht und als St. Ägidien in der Rosenau oder St. Gilgen bei Passau bezeichnet. Das in der Rosenau östlich der Innstadt gelegene Spital wurde zunächst als Leprosen-Hospital geführt, seit etwa 1326 diente es der Armenversorgung.:85 :4 :157
Zur Finanzierung von Innbrücke, Spital und Spitalskirche wurden St. Ägidien/St. Gilgen die Einnahmen der Pfarreien St. Severin und Münzkirchen zugesprochen, aufgrund einer Schenkung des Bischofs Diepold von Berg kamen dazu 1182  noch die Pfarreien St. Weihflorian und Tettenweis.:275 Die Pfarrei St. Weihflorian bestand aus Gebieten, die ursprünglich zur Pfarrei St. Severin gehört hatten.:276 Anlässlich der Schenkung von 1182 wurde St. Weihflorian auch erstmals als eine eigenständige Pfarrei bezeichnet.
Im Zuge der Neuordnung von 1182 wurde dem Spital St. Ägidien/St. Gilgen ferner die bisher eigenständige Pfarrei St. Severin mit dem für die Verwaltung der Innbrücke zuständigen „Innbruckamt“ inkorporiert. Das „Innbruckamt“ verwaltete seither neben der Innbrücke auch die dem Spital inkorporierten Pfarreien, die vom jeweiligen „Bruckpfarrer“ zu vergeben waren. Zu diesen zählten neben St. Severin mit Schardenberg:133 und Wernstein:212 auch Hauzenberg, Kellberg, Kopfing, Münzkirchen, St. Weihflorian und Tettenweis.:250–251 Bald nach der Inkorporation von St. Severin wurde der Sitz dieser Pfarrei in die Spitalskirche St. Ägidien/St. Gilgen verlegt.:276 Kirche und Pfarrei St. Severin führten daher von 1182 bis 1653 ebenfalls den Namen St. Ägidien/St. Gilgen. Mit der Pfarrstelle zu St. Ägidien/St. Gilgen war das Amt des „Innbruck- und Siechenmeisters“ verbunden.:250–251 Konrad II. verordnete um 1250, dass die Administration des Spitals und des „Innbruckamtes“ fortan einem Domherrn des Domkapitels Passau als Pfründe übertragen werden sollte. :276
Die Spitalskirche von St. Ägidien/St. Gilgen bestand bis zur Säkularisation in Bayern 1803 und wurde danach in Privatbesitz verkauft.:85 :4 :157 Das ehemalige Pfarrhofgebäude der Pfarrei St. Ägidien/St. Gilgen am Innufer in Passau wurde im 20. Jahrhundert von der dort ansässigen Innstadt-Brauerei genutzt.:250–251 Die ehemalige Spitalskirche dient heute als Wohnhaus (Kapuzinerstraße 61). Sie steht unter Denkmalschutz und zählt zu den Baudenkmälern der Stadt Passau.